# Artemis Fowl - O Menino Prodígio do Crime
 Ártemis Fowl - O Menino Prodígio do Crime (no Brasil) ou  Ártemis Fowl - O Ouro das Fadas (em Portugal) é o primeiro livro da série Artemis Fowl de Eoin Colfer. Mas nem ele tem idéia do que pode acontecer ao sequestrar uma fada, a capitã Holly Short, da unidade LEPrecon. Estes seres encantados não são como aqueles dos contos de fadas. Estão armados e são perigosos. Ártemis está confiante que pode vencê-los,mas eles pararam de jogar conforme as regras.